# Medalla y Placa al Mérito Turístico
La Medalla y Placa al Mérito Turístico integran la máxima condecoración civil española concedidas en el ámbito del turismo. La medalla tiene por objeto premiar a personas, de nacionalidad española o extranjera, por haber prestado servicios relevantes al turismo español en cualquiera de las modalidades o categorías en que se divide. La Placa al Mérito Turístico se concede a instituciones, empresas o destinos turísticos que destaquen en los ámbitos señalados en sus modalidades o categorías. La Medalla y la Placa al Mérito Turístico han sido objeto de una reforma aprobada el 31 de agosto de 2012, pasando a encontrarse reguladas por el Real Decreto 1269/2012, de 31 de agosto, por el que se crean la Medalla y la Placa al Mérito Turístico (Boletín Oficial del Estado de 1 de septiembre de 2012). El Real Decreto se encuentra desarrollado por la Orden IET 2149/2012, de 4 de octubre, por la que se aprueba el reglamento para la concesión de la Medalla y Placa al Mérito Turístico.
Con anterioridad se encontraban reguladas por la Orden del Ministerio de Información y Turismo de 21 de enero de 1963, orden derogada por el Real Decreto 720/2005, de 20 de junio. El motivo de la reforma adoptada en 2012 responde a la necesidad de adecuar las categorías de estas distinciones a los cambios experimentados en el sector entre 2005 y 2012 con la irrupción de las compañías aéreas de bajo coste, desarrollo de las nuevas tecnologías y redes sociales y la incorporación de nuevos destinos turísticos. También se consideró conveniente reducir el número de las modalidades para dar mayor notoriedad y relevancia a las entregadas. Finalmente también se tuvo en cuenta que la fecha establecida para la ceremonia de entrega, el 20 de junio, tampoco era adecuada por lo que se procedió a modificarla también en la nueva norma.

## Categorías
La Medalla al Mérito Turístico posee las modalidades o categorías siguientes: 
1. Medalla al Mérito Turístico a la Innovación: Se concede a las personas que hayan llevado a cabo proyectos innovadores en el ámbito turístico, mediante la creación o gestión de empresas, creación de nuevos productos turísticos, herramientas o metodologías, mejora de la calidad y accesibilidad de destinos turísticos y actuaciones de índole similar y similares, que permitan mejorar la competitividad turística.
2. Medalla al Mérito Turístico a la Promoción: Se entrega a quienes hayan desarrollado o llevado a cabo acciones o campañas novedosas de promoción turística de sus empresa, producto o destino, incrementando sustancialmente su retorno en términos de mejora de resultados económicos, cartera de clientes, entradas de turistas o gasto turístico.
3. Medalla al Mérito Turístico en Sostenibilidad y Calidad: Se otorga a las personas que hayan contribuido significativamente al desarrollo y ejecución de proyectos turísticos, creación o mejora de productos turísticos, o desarrollo y mejora de la calidad de destinos turísticos basados en criterios de sostenibilidad medioambiental, económica y social, de eliminación de barreras arquitectónicas y de fomento de la calidad turística.
4. Medalla al Mérito Turístico a la Internacionalización: Premia a quienes hayan llevado a cabo con éxito actuaciones de internacionalización de proyectos o empresas turísticas en mercados emisores consolidados o emergentes.
5. Medalla al Mérito Turístico por Servicios Extraordinarios prestados al Turismo: Destinada a las personas que hayan prestado servicios relevantes al turismo español con trabajos extraordinarios o mediante una notable colaboración.

La Placa al Mérito Turístico posee las modalidades o categorías siguientes: 
1. Placa al Mérito Turístico a la Colaboración Público-Privada para la Modernización de Destinos Maduros: Premia las instituciones o empresas que se hayan distinguido en la consecución de actuaciones de colaboración y coordinación entre el sector público y el privado para la realización de proyecto o planes encaminados a la modernización de destinos maduros, con objeto de incrementar su calidad, accesibilidad e imagen y volver a reposicionarlos en el mercado.
2. Placa al Mérito Turístico en Destinos Emergentes: Se concede a los destinos turísticos no consolidados en los que se hayan llevado a cabo iniciativas o proyectos de mejora medioambiental, servicios e infraestructura, calidad turística, campañas de promoción, gestión sostenible, soluciones energéticas sostenibles, eliminación de barreras arquitectónicas y similares, que hayan redundado de forma notable en el beneficio de su población, sus visitantes y su imagen como destino turístico.

Se considera un mérito para la concesión de la medalla o placa en cualquiera de sus categorías, que los proyectos o los servicios propuestos hayan tenido en cuenta los principios del Código Ético Mundial para el Turismo aprobado por las Naciones Unidas.
Tanto la medalla como la placa poseen un carácter honorífico al no conllevar prestación económica alguna. Su concesión está limitada en ambos casos a una por año en cada una de sus modalidades, también posible declarar desierta alguna modalidad si se considera oportuno. La ceremonia de entrega e imposición de las insignias se celebra durante el último trimestre de cada año, sin que exista establecido un día concreto y es presidida por el titular del Ministerio de Industria, Energía y Turismo. En ella, junto a las insignias, se entrega un diploma justificante de la concesión.
Para la concesión de la Medalla y la Placa al Mérito Turístico se requiere, con carácter previo, un expediente administrativo realizado por la Secretaría de Estado de Turismo en él se justifiquen los méritos de la persona entidad o destino propuesto. En los casos en que las personas propuestas para la Medalla al Mérito Turístico no tengan la nacionalidad española, se solicitará un informe al consejero de turismo acreditado o, en su defecto, del representante de España en el país cuya nacionalidad ostente la persona propuesta. El titular del Ministerio de Industria, Energía y Turismo tiene capacidad para decidir discrecionalmente las candidaturas propuestas por el titular de la Secretaría de Estado de Turismo que serán presentadas al Consejo de Ministros, encargado de acordar por Real Decreto la concesión de medallas y placas, siendo necesaria su publicación en el Boletín Oficial del Estado.

## Descripción de las insignias

### Medallas
Las medallas, en todas sus categorías, están realizadas en oro. Tienen una forma circular, tienen una longitud de 38 milímetros de diámetro y un grosor de dos milímetros. Las insignias de las medallas se acompañan de otras, idénticas pero de menor tamaño, para que puedan usarse a modo de miniaturas.
- En el anverso muestran, concéntrico a su borde, un aro circular de 35 y 34 milímetros de diámetro exterior e interior, respectivamente, ostentando dentro de él y en relieve, la figura de un bisonte echado con la cabeza vuelta, semejante a los representados en la cueva de Altamira. En la parte superior, sobre el bisonte, la inscripción «AL MÉRITO» y en la inferior, bajo dicha figura, la de «TURÍSTICO». Ambas inscripciones irán talladas.
- En el reverso se puede observar, dentro del aro de las mismas dimensiones y características del figurado en el anverso, el escudo de España y bajo el mismo la leyenda «ESPAÑA». Van sujetas, por medio de una anilla, a una cinta de seda de 45 milímetros de longitud a la vista y de 35 milímetros de anchura, dividida longitudinalmente en tres franjas. La central de color blanco, de once milímetros de ancho con filete central de color rojo de dos milímetros de ancho y las otras dos que la enmarcan, de color amarillo, de doce milímetros de ancho y con filetes laterales rojos de dos milímetros de ancho. Las cintas de las medallas se sostienen mediante hebillas de oro, de la forma y dimensiones usuales en esta clase de distinciones.

### Placas
En todas sus categorías están realizadas en oro y son de forma cuadrada y sus lados miden 150 milímetros de lado. 
- En el anverso de todas ellas se puede observar una reproducción de los Toros de Guisando, con el sol en la parte superior derecha representado por un círculo. A la izquierda de dicho círculo la Inscripción «AL MÉRITO TURÍSTICO» y en la base del cuadrado la de «ESPAÑA».
- El reverso es liso. Los dibujos de las escenas se encuentran vaciados al agua fuerte y aplicado el metal en hojas delgadas sobre el mordiente que sirve para pegarlos. Las letras de las inscripciones irán talladas con buril y rellenados los huecos con el metal correspondiente. No tienen anilla, cinta ni pasador.

## Desposesión de distinciones
El agraciado con cualesquiera de las categorías que haya sido sentenciado por la comisión de un delito doloso o pública y notoriamente haya incurrido en actos contrario a las razones determinantes de la concesión de la distinción podrá, en virtud de expediente iniciado de oficio o por denuncia motivada, y con intervención del Fiscal de la Real Orden, ser desposeído del título correspondiente a la distinción concedida, decisión que corresponde a quien la otorgó.